# Distrito de Biberach
El Distrito de Biberach es un distrito rural (Landkreis) situado en el sudeste del estado federal de Baden-Wurtemberg. Junto con el Distrito de Alb-Donau y el distrito urbano de Ulm forma la parte de Baden-Wurtemberg de la Región Donau-Iller. Los distritos vecinos son (empezando por el norte y en el sentido de las agujas del reloj), el Distrito de Reutlingen, el Distrito de Alb-Donau, los distritos bávaros de Distrito de Neu-Ulm y Unterallgäu, el Distrito Urbano de Memmingen (Baviera), el Distrito de Ravensburg y, en el sudoeste y oeste, el Distrito de Sigmaringa. La capital del distrito recae sobre la ciudad de Biberach an der Riß.

## Geografía
El distrito de Biberach se ubica en Suabia Superior (Oberschwaben). La punta occidental descansa sobre las estribaciones del Jura de Suabia. El río Iller forma la frontera natural con el Estado Federal de Baviera.

## Demografía
El número de habitantes ha sido tomado del censo de población (¹) o datos de la oficina de estadística de Baden-Wurtemberg.
| Año                     | N.º de habitantes |
| ----------------------- | ----------------- |
| 31 de diciembre de 1973 | 150.199           |
| 31 de diciembre de 1975 | 149.190           |
| 31 de diciembre de 1980 | 151.661           |
| 31 de diciembre de 1985 | 152.447           |
| 27 de mayo de 1987 ¹    | 153.900           |

| Año                     | N.º de habitantes |
| ----------------------- | ----------------- |
| 31 de diciembre de 1990 | 162.746           |
| 31 de diciembre de 1995 | 175.622           |
| 31 de diciembre de 2000 | 182.979           |
| 31 de diciembre de 2005 | 188.532           |
| 30 de junio de 2006     | 188.712           |

## Ciudades y municipios
(Habitantes a 30 de junio de 2005)
Ciudades
1. Bad Buchau (4.093)
2. Bad Schussenried (8.553)
3. Biberach an der Riß (32.704)
4. Laupheim (21742)
5. Ochsenhausen (8.808)
6. Riedlingen (10.463)

Municipios
1. Achstetten (4636)
2. Alleshausen (506)
3. Allmannsweiler (296)
4. Altheim (2167)
5. Attenweiler (1906)
6. Berkheim (2784)
7. Betzenweiler (737)
8. Burgrieden (3929)
9. Dettingen (2392)
10. Dürmentingen (2595)
11. Dürnau (424)
12. Eberhardzell (4410)
13. Erlenmoos (1731)
14. Erolzheim (3272)
15. Ertingen (5385)
16. Gutenzell-Hürbel (1859)
17. Hochdorf (2278)
18. Ingoldingen (2871)
19. Kanzach (507)
20. Kirchberg (1978)
21. Kirchdorf (3632)
22. Langenenslingen (3460)
23. Maselheim (4.500)
24. Mietingen (4315)
25. Mittelbiberach (4387)
26. Moosburg (210)
27. Oggelshausen (911)
28. Rot an der Rot (4.513)
29. Schemmerhofen (8219)
30. Schwendi (6.537)
31. Seekirch (291)
32. Steinhausen (2035)
33. Tannheim (2.404)
34. Tiefenbach (509)
35. Ummendorf (4379)
36. Unlingen (2.448)
37. Uttenweiler (3.516)
38. Wain (1.604)
39. Warthausen (5310)

Distritos administrativos
Los "Distritos Administrativos" son dos (o más) municipios que unen sus administraciones (en España, algo así como "Mancomunidades")
1. Bad Buchau
2. Bad Schussenried
3. Biberach an der Riß
4. Illertal
5. Laupheim
6. Ochsenhausen
7. Riedlingen
8. Rot-Tannheim
9. Schwendi

## Escudo de armas
El águila simboliza las antiguas ciudades libres imperiales en el territorio del distrito, sobre todo Biberach y Buchau. El bastón de abad simboliza los numerosos monasterios que fueron secularizados en 1803 (Ochsenhausen, Rot an der Rot, Schussenried, Buchau, Heggbach, Heiligkreuztal, Gutenzell).